# Lis & Per
Lis & Per er en dansktop-duo, der består af ægteparret Lis (født 18. august 1943) og Per Kauczki (født 20. maj 1940 i Alderslyst i Silkeborg, død 4. juli 2025). De er begge oprindeligt uddannede frisører og blev i 1963 gift i Silkeborg Kirke.
Duoen har siden debuten i 1966 udgivet mere end 40 albums og samlet solgt over 1 million eksemplarer. Adskillige albums har opnået sølv-, guld- og platin. Lis & Per fik deres kommercielle gennembrud med albummet Vore allerbedste år (1989), der solgte platin for 80.000 eksemplarer. Gruppens mest kendte hit, "Vore allerbedste år" spilles fortsat flittigt i Giro 413.
Parret er bosat i Værum. Lis & Per har børnene Lone, Ole og Gitte.